# Långtjärnen (Los socken, Hälsingland, 684846-143806)
Långtjärnen är en sjö i Ljusdals kommun i Hälsingland och ingår i Ljusnans huvudavrinningsområde.